# 辽庆陵
庆陵位于内蒙古自治区巴林右旗，是中国辽朝辽圣宗、辽兴宗、辽道宗祖孙三代的陵园，辽圣宗永庆陵、辽兴宗永兴陵、辽道宗永福陵的总称:76。
地处辽庆州城址北约十公里的瓦尔漫哈山山麓，辽朝叫庆云山，蒙古语称瓦林乌拉，意即有砖瓦之沙丘。东中西三陵间距约2千米、东西排列，葬有三位辽朝皇帝和四位皇后，分别是辽圣宗和皇后蕭菩薩哥、蕭耨斤，辽兴宗和皇后蕭撻里、辽道宗和皇后蕭觀音，永庆陵、永兴陵、永福陵也称东中西三陵。由于历史久远、多次被盗等因素，东中西三陵对应的墓主，学界有不同的看法:76—77。

## 建筑
随葬文物有石刻的契丹小字的哀册，是研究契丹文字的重要史料。陵内有享堂、羡道、庑殿等遗迹。陵中壁画，所画契丹人髡头，有契丹小字榜题的人物像。东陵（永庆陵）巨幅四季山水壁画，表现辽朝皇帝四时捺钵的形象。